# 김명수 (시인)
김명수(金明秀, 1945년 ~ )는 대한민국 시인이며, 아동 문학가이다. 경상북도 안동에서 태어났으며 안동사범학교와 대구교대, 방통대를 졸업하였고, 독일 프랑크푸르트 대학교 대학원 독어독문학과 문학석사 과정을 수료하였다. 1977년 서울신문 신춘문예에 당선되었고, 1980년 첫 시집 《월식》을 펴냈으며, 절제된 문장으로 뛰어난 서정시를 많이 발표하였다.
1980년에 오늘의 작가상, 1984년 제3회 신동엽창작상과 그 후 만해문학상, 해양문학상을 받았으며, 반시(反詩) 동인이다. 시집으로 《하급반 교과서》, 《피뢰침과 심장》, 《침엽수 지대》, 《바다의 눈》, 《아기는 성이 없고》 등이 있으며, 《해바라기 피는 계절》, 《달님과 다람쥐》, 《엄마 닭은 엄마가 없어요》, 《바위 밑에서 온 나우리》 등의 동화집을 발표하고, 외국 동화를 우리말로 옮기는 등 아동 문학가로도 활동하고 있다.